# 오이타마역
오이타마역(일본어: 置賜駅)은 일본 야마가타현 요네자와시에 위치한 동일본 여객철도 오우 본선의 철도역이다. 섬식 승강장 1면 2선의 구조를 가진 지상역이며, 요네자와역 관리의 무인역이다. 야마가타 선 구간에 포함된다.

## 타는 곳
| 1 | ■ 야마가타 선 | (상행) | 요네자와 방면          |
| 1 | ■ 야마가타 선 | (하행) | 아카유 · 야마가타 방면 |
| 2 | ■ 야마가타 선 |        | 대피선                 |

## 역 주변
- 모가미강
- 오키타마 학원

## 역사
- 1917년 12월 20일 : 개업.
- 1987년 4월 1일 : 일본국유철도 분할 민영화에 의해, 동일본 여객철도의 역이 됨.

## 인접 역
| 동일본 여객철도 오우 본선 | 동일본 여객철도 오우 본선 | 동일본 여객철도 오우 본선 |
| ------------------------- | ------------------------- | ------------------------- |
| 요네자와 후쿠시마 방면    | ■ 야마가타 선             | 다카하타 야마가타 방면    |